# Biserica de lemn din Putna
Biserica de lemn „Intrarea Maicii Domnului în Biserică” din Putna, cunoscută și ca Biserica de lemn „Dragoș Vodă” sau Schitul Putna, este un lăcaș de cult ortodox ce datează, conform tradiției, de la mijlocul secolului al XIV-lea. Biserica a fost ridicată inițial în satul Volovăț, fiind ulterior strămutată în satul Putna din comuna omonimă aflată în județul Suceava. În prezent, edificiul religios se află localizat în cimitirul satului, la aproximativ 1 km distanță de Mănăstirea Putna, și are hramul Intrarea Maicii Domnului în Biserică, sărbătorit la data de 21 noiembrie. 
Partea de răsărit a bisericii este datată din primii ani ai secolului al XV-lea, și, prin tradiție, a fost adusă de Ștefan cel Mare de la Volovăț. Aceasta este cea mai veche și singura biserică de lemn medievală, cunoscută până în prezent, păstrată pe teritoriul României. Vechimea excepțională și planul arhaic îi conferă o valoare inestimabilă pentru arhitectura medievală din România și dincolo de granițele ei.
Biserica de lemn din Putna a fost inclusă pe Lista monumentelor istorice din județul Suceava din anul 2015 la numărul 337, având codul de clasificare  SV-II-m-A-05594.

## Istoric
Biserica este compusă din trei părți succesive, care surprind trăsături specifice momentului în care au fost ridicate. Partea cea mai veche, atât de veche încât istoria ei se împletește parțial cu legenda, se păstrează până în zilele noastre și constituie un unicat în arhitectura medievală din România.

### Tradiție

Biserica de lemn din Putna văzută dinspre sud (2002)

După tradiția veche a Moldovei, biserica de lemn de la Putna ar fi fost construită la Volovăț în perioada domniei lui Dragoș Vodă, pe la mijlocul secolului al XIV-lea. Există două variante în ceea ce privește anul exact al construcției lăcașului: 1353 (după cum este consemnat de ieromonahul Putnei, Sevastian Georgiescu, în manuscrisul "Descriere pentru biserica din satul Putna, numită mănăstirea veche a Putnei care acum ca parohialnică eclezerisească" din 4 iulie 1853); sau 1346 (după cum este indicat de Dimitrie Dan în monografia Putnei din 1905).
Primul cronicar care a menționat această tradiție a fost marele vornic Nicolae Costin (1660-1712) în "Letopisețul Țării Moldovei de la zidirea lumii până la 1601 și de la 1709 la 1711".
„Înțeles-am și noi den oameni bătrâni, lăcuitori de aicea den țară, cum să trage cuvântul den om în om, că o biserică de lemnu la Olovăț, să fie făcută de Dragoș-vodă și acolo zic, să fie îngropat Dragoș-vodă. Și aceia biserică de lemnu au mutat-o Ștefan-vodă cel Bun, de o au clădit la Mănăstirea Putna, unde stă până acmu. Iară pe locul bisericii acei de lemnu, la Olovăț, Ștefan-vodă au zidit biserică de piatră.”—Nicolae Costin - "Letopisețul Țării Moldovei de la zidirea lumii până la 1601 și de la 1709 la 1711", în vol. "Opere" (Ed. Junimea, Iași, 1976), p. 74
Vechea biserică de lemn de la Putna s-a distins în istoria românilor prin aura acestei legende, care i-a însoțit și protejat existența de-a lungul veacurilor. După însemnarea cronicarului a urmat și protecția cancelariei domnești. Voievodul Mihai Racoviță (1703-1705, 1707-1709 și 1716-1726) însemna într-un hrisov din 17 martie 1723 următoarele: 
„Scris-am Domnia me la boieri și la toți slujitorii, cari veți umbla ori cu ce fel de slujbă a Domniei mele la ținutul Sucevei, facem știre tuturor pentru sfânta biserică de lemn, ce este lângă Mănăstirea Putna, care această biserică dinceputul ei au fost făcută de Dragoș Vodă la Volovăț și au fost acolo până în zilele răposatului Ștefan Vodă bătrânul, și atunce Ștefan Vodă au mutat-o acolo la Putna zidind în locul ei alta de piatră, care din pricina acestei biserici, căci au fost veche, s'au  suitul rândul și Mănăstirii Putnei de este mai naintea altor mănăstiri și până astăzi.”—Dimitrie Dan - "Mănăstirea și comuna Putna" (București, 1905), p. 125-127
Așadar, în conștiința moldovenilor de altă dată, nimbul de întâietate al Mănăstirii Putna între numeroasele ctitorii domnești și boierești ale țării se trăgea de la această modestă, astăzi aproape uitată, biserică de lemn, care ar fi putut adăposti odată, în Volovăț, mormântul legendarului Dragoș Vodă.

### Biserica medievală
Cea mai veche parte a bisericii de lemn se păstrează în jumătatea de răsărit.
Vechimea ei a fost stabilită prin metoda dendrocronologică în primii ani ai secolului al XV-lea. Pentru a se determina vechimea acesteia, în noiembrie 2002, arhitectul român Alexandru Baboș a prelevat 16 probe din diferite părți vechi ale structurii bisericii. Aceste probe au fost analizate în primăvara anului 2003 de specialistul suedez Hans Linderson, la Laboratorul de dendrocronologie din Lund (Suedia). 12 probe din lemn de stejar au fost datate, indicându-se tăierea arborilor după anul 1400. Rezultatele studiului lui Baboș și Linderson au fost publicate în lucrarea “Mănăstirea veche de lemn a Putnei în arhitectura medievală românească”, în care este pusă în evidență valoarea documentară deosebită a  bisericii de lemn de la Putna pentru istoria arhitecturii de pe cuprinsul României.
Tradiția ridicării acestei biserici cu o jumătate de veac mai devreme, la mijlocul secolului al XIV-lea, cu rolul de necropolă voievodală în urma decesului legendarului voievod Dragoș , nu este confirmată de cercetarea științifică. Aceasta nu exclude rolul inițial de necropolă voievodală al acestei biserici, pe care l-a putut prelua înlocuind o biserică mai veche.
Lemnele vechi prezintă semne de numerotare, folosite la desfacerea și mutarea bisericii. Conform tradiției, această biserică a fost adusă de la Volovăț în a doua jumătate a secolului al XV-lea, cel mai probabil în ultimul deceniu, la inițiativa lui Ștefan cel Mare (1457-1504). Biserica de lemn a fost înlocuită la Volovăț cu actuala ctitorie de zid a lui Ștefan cel Mare, între anii 1500-1502.
Biserica de lemn medievală se distinge prin bârnele de stejar legate în cheotori cu dinte ascuns. Aspectul formal inițial se poate reconstitui în cea mai mare parte și apare sub forma unei mici capele împărțită în numai două încăperi, un naos și un altar. Naosul și altarul sunt dispuse în prelungire de la apus spre răsărit și se înscriu într-un dreptunghi de 4,77 m lățime și 8,25 m lungime. Altarul se termină poligonal, în trei laturi. Despărțirea dintre cele două încăperi este marcată de câteva bârne din tâmpla originală, integrate în actualul iconostas. În butea originală s-au păstrat două ferestre și bolta comună. Ferestrele înguste sunt tăiate dintr-un lemn așezat vertical în structură.
Împărțirea bipartită într-un altar și un naos este o trăsătură arhaică în arhitectura religioasă de lemn a românilor. Ea a mai fost relavată arheologic în mai multe locuri din Moldova și se mai poate întâlni doar în câteva cazuri, cu totul de excepție. Planul cu trei încăperi s-a generalizat ulterior.
Pe peretele estic al absidei altarului este scris anul 7089 (1580-1581) a cărui însemnătate nu o cunoaștem, dar se poate presupune o reparație mai semnificativă.

### Biserica parohială

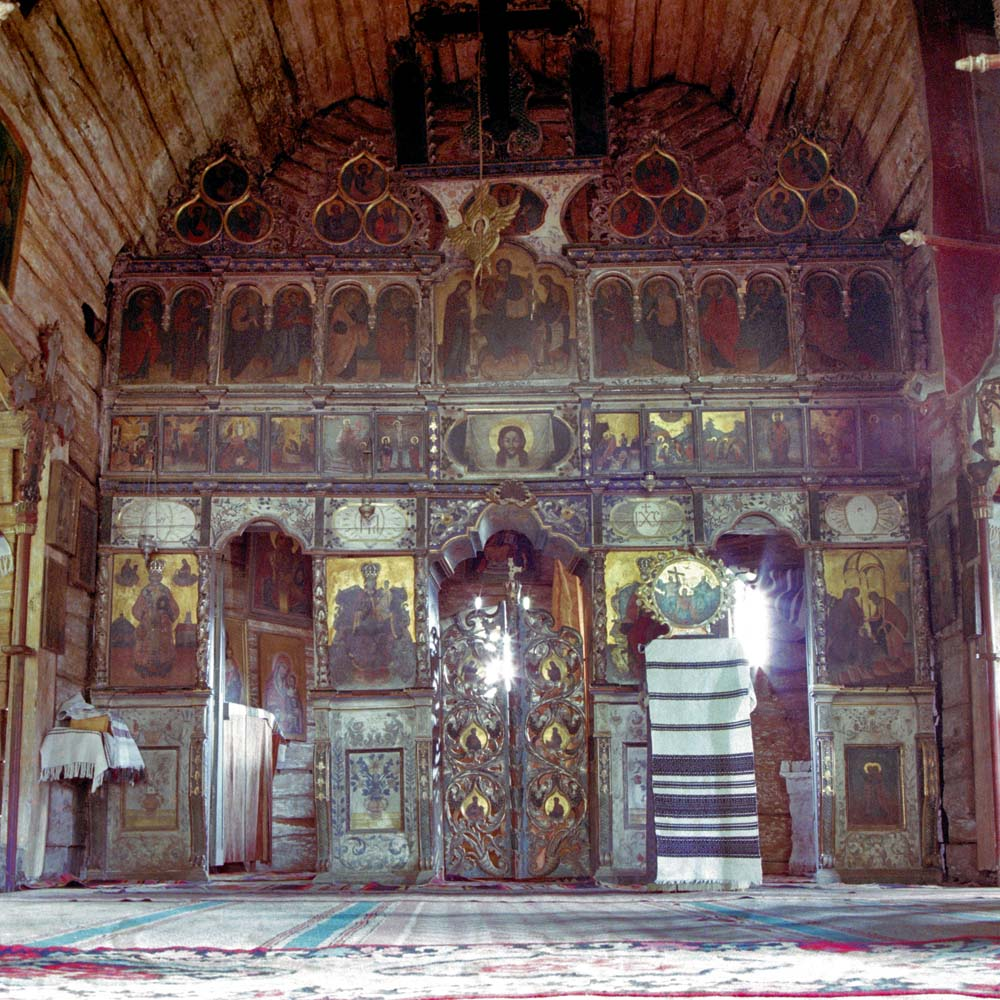
Iconostasul de la 1760 (2002)

Prima schimbare importantă în structura bisericii de care avem știre datează din 1778. La inițiativa arhimandritului mănăstirii Putna, Vartolomei Măzăreanu, a egumenului Ioasaf și a sătenilor, lăcașul a fost modernizat și transformat în biserică parohială. Cu acel prilej, vechea structură planimetrică a monumentului a fost în bună măsură modificată. Astfel, s-au efectuat următoarele lucrări: 
- s-au adăugat absidele laterale pentagonale și pronaosul, tăindu-se din pereții lungi;
- s-a reparat acoperișul;
- s-a înlocuit catapeteasma și s-a refăcut iconostasul;
- s-au scos stranele vechi și s-au făcut altele noi, care au fost plasate în spațiile absidelor adăugate.

Absidele au fost adăugate lateral naosului vechi și au fost ridicate parțial din lemnele de stejar tăiate din pereții bisericii, parțial din lemne noi de molid. La abside se păstrează un tip de cheotoare simplu, cu cep de legătură, și ferestre pătrate. Spre apus, intrarea veche a fost sacrificată pentru a prelungi biserica cu un pronaos, necesar pentru femei într-o biserică de mir din vremea aceea. Pronaosul a fost ridicat din lemne de molid și acoperit cu o boltă interioară, nelegată cu cea veche din naos. Ușa de intrare a fost dispusă spre miazăzi deoarece peretele vestic se termina poligonal, în trei laturi înguste. Tot atunci, se pare, vechea structură a fost reparată și așezată pe tălpi noi.
În Diata pe care și-o face la 1 ianuarie 1779, arhimandritul Vartolomei Măzăreanu relatează că a construit, în apropierea bisericii de lemn de la Putna, „chilii pentru mine, chilie pentru prosforință, o școală mare și o scoală mică, tot subt un acoperământ”.
Până în anul 1786, biserica de lemn a fost schit dependent de Mănăstirea Putna. Începând de atunci, biserica de lemn din cimitirul satului a devenit biserică parohială a localității.

### Pronaosul nou
Ultima etapă de construcție a avut loc în anul 1871. Atunci pronaosul a fost prelungit cu o structură rectangulară din bârne de molid, încheiate în cheotori nemțești, prevăzută cu ferestre mari laterale. Intrarea dinspre sud a fost închisă, fiind înlocuită de cea actuală spre vest. Acest ultim adaos amintește de efortul organizatoric al comunității de dinaintea festivităților din 1871, ocazionate de sărbătorirea a 400 de ani de la rectitorirea Mănăstirii Putna de către Ștefan cel Mare, un eveniment care a mobilizat la Putna elitele culturii românești.
Ca urmare a creșterii numărului de credincioși, vechea bisericuță de lemn a devenit neîncăpătoare. Temându-se că lăcașul de cult s-ar putea prăbuși, primarul satului Putna și epitropul Elisei Bicu, o sprijină cu pari de lemn. În acest timp, el cere sprijinul Fondului Bisericesc al Bucovinei și astfel, în 1900, începe să se construiască o biserică de cărămidă, în imediata apropiere a bisericii de lemn. În anul 1908 a fost finalizată construcția noii biserici parohiale (cu hramul "Nașterea Maicii Domnului"), care a preluat această funcțiune de la vechea biserică de lemn. Astăzi, biserica de lemn are rolul de capelă și de muzeu.

### Amenințări
Vechea biserică de lemn este amenințată în prezent de mai multe pericole. Principalul pericol îl constituie insectele xilofage, printre care cariile, la care se adaugă putregaiul și umezeala, care pătrund în lemn zi de zi. Monumentul necesită lucrări urgente de restaurare și conservare. Ca urmare a faptului că Mănăstirea Putna este obiectivul principal, turiștii ocolesc în general biserica de lemn.
Din acest motiv, restaurarea bisericii și a icoanelor sunt amânate din lipsa fondurilor. După cum declara în anul 2010 muzeograful Erica Croitoru, instituțiile statului nu au acordat niciun sprijin pentru promovarea acestui obiectiv, singurele fonduri venind din partea unor sponsori particulari.

## Descrierea bisericii

### Arhitectură

Reconstituire axonometrică a butei bisericii de lemn medievale din Putna (2002)

Biserica de lemn din Putna este construită din bârne de stejar și brad, cioplite în patru muchii și încheiate în "coadă de rândunică". Edificiul are un acoperiș din șindrilă în "solzi". Acesta este înalt, cu pante repezi, și are ruperi în pantă în zona bolții. El se prelungește mult în afara cosoroabei, formând o streașină largă.
Monumentul are plan treflat, cu absida altarului pentagonală decroșată. În interior, biserica este împărțită în patru încăperi: pridvor, pronaos, naos și altar. Intrarea în biserică se face pe o ușă situată în peretele vestic al pridvorului. Pridvorul are o formă dreptunghiulară, având două ferestre dispuse simetric pe laturile de nord și de sud. Încăperea este acoperită de un tavan din scânduri de brad.
Pronaosul are o formă dreptunghiulară. În acest spațiu se află două ferestre, dispuse asimetric pe pereții laterali (de nord și de sud). Deasupra pronaosului se află o boltă semicilindrică. Între pronaos și naos se află un perete în care s-a realizat o deschidere largă încheiată în arc de cerc.
Naosul are și el o formă dreptunghiulară, cu două abside laterale pentagonale în care se află câte trei ferestre dreptunghiulare, cu ancadramentul cioplit dintr-o singură bârnă. Deasupra naosului se află o boltă semicilindrică, în continuarea celei ce începe în pronaos și se termină în altar, iar absidele laterale sunt acoperite printr-o boltă avela.
Altarul are o absidă nedecroșată de formă pentagonală și nu are cele două nișe care adăpostesc proscomidiarul și diaconiconul. Aici se află două ferestre dreptunghiulare: una în axa absidei și cealaltă pe canatul sudic de lângă axă. Bolta semicilindrică se continuă și în altar, fiind racordată la est cu fâșii curbe.

### Iconografie
Pereții interiori ai bisericii au fost pictați într-o anumită perioadă, fiind descoperit un fragment de pictură în tempera pe peretele sudic.
Catapeteasma datează de la mijlocul secolului al XVIII-lea, mai exact de prin 1760 , având unele icoane vechi. Iconostasul este format din cinci mari registre, proporționate în mod armonios. Structura iconostasului conține segmente sculptate cu elemente ornamentale sobre, cu struguri și frunze stilizate. Pe icoanele împărătești se află inscripții cu numele pictorilor: "Anton Zugrav 1760" și "Ioan Zugrav, 1760".
Specialiștii Stelian Onica și Georgeta Merișor Dominte, care au cercetat iconostasul bisericii în primul deceniu al secolului al XXI-lea, au constatat că acesta era într-o stare avansată de degradare, care se manifesta printr-o "fragilizare accentuată a suportului lemnos al întregului ansamblu, rupturi, fracturi, fisuri și distanțări ale elementelor de lemn, lipsuri ale unor elemente sculptate din cadrul policromiei". Stratul de pictură era și el degradat, conținând fisuri, desprinderi, lacune, eroziuni, plus o serie de depuneri aderente. Principala cauză a degradărilor era gradul crescut al umidității, care a afectat suportul din lemn al iconostasului, dar și o mare parte a structurii construcției bisericii. Ei au susținut efectuarea de lucrări urgente de conservare-restaurare pentru stoparea degradărilor.

## Imagini

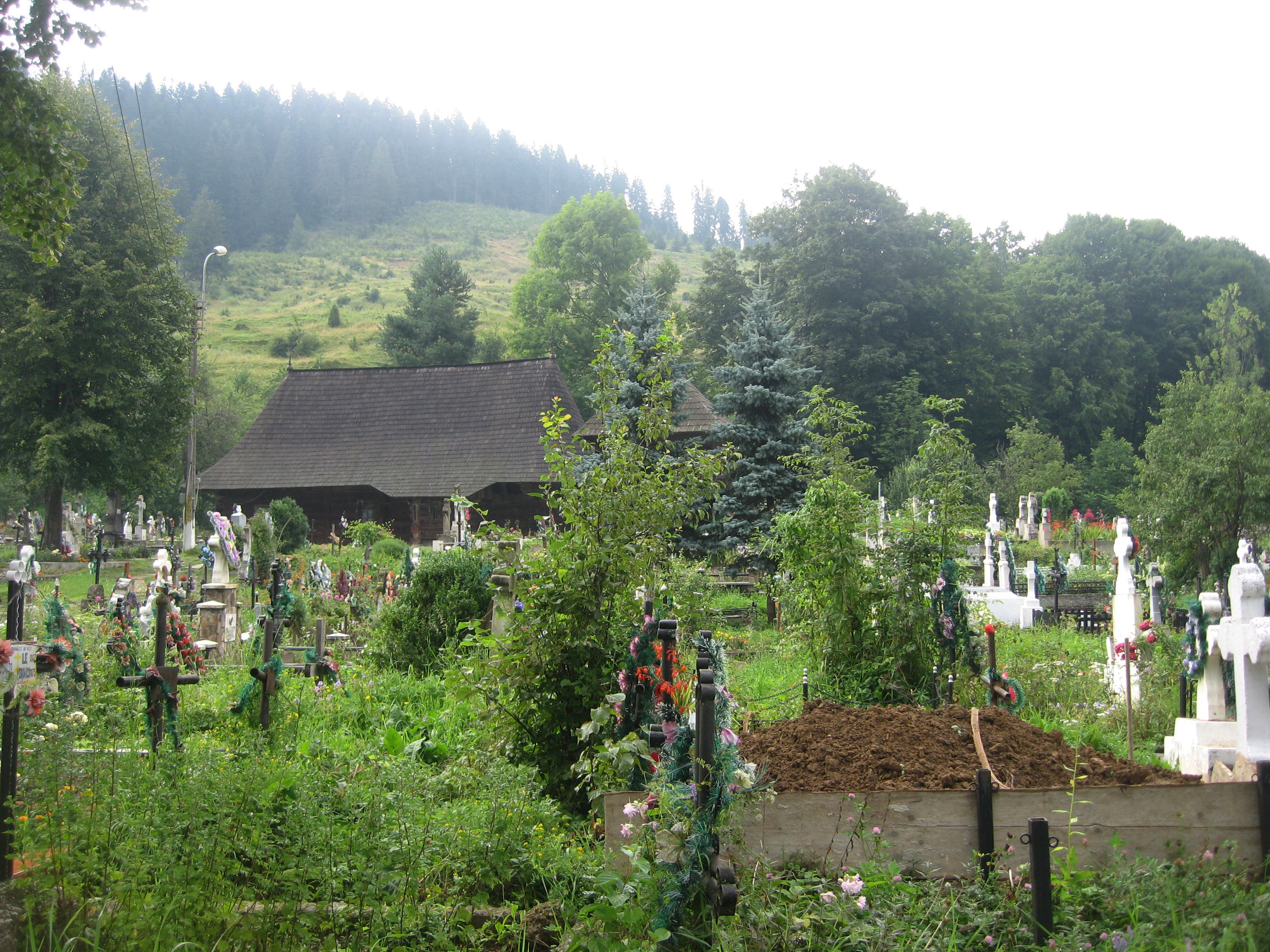
Biserica de lemn văzută dinspre intrarea în cimitir
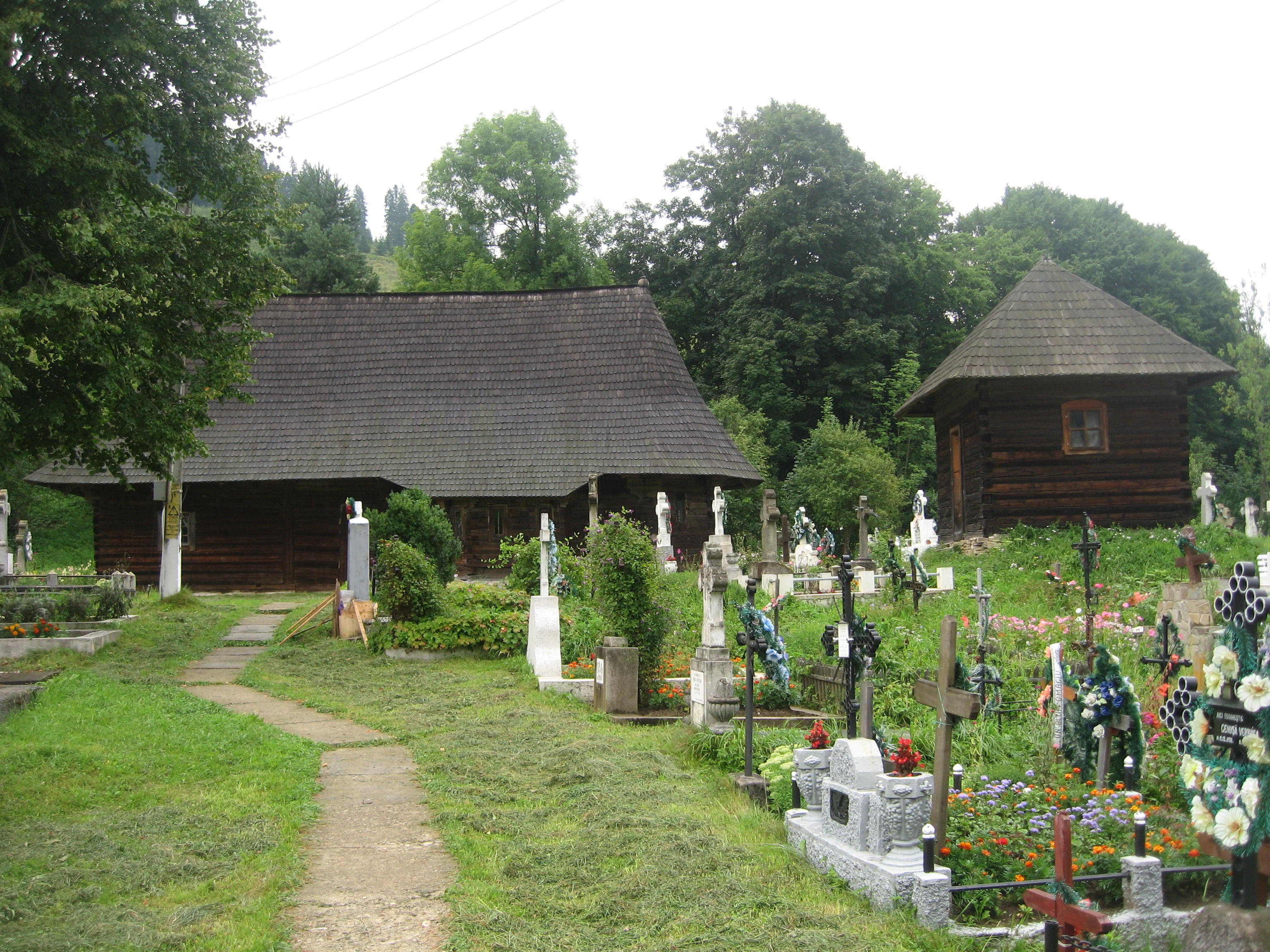
Biserica de lemn și clopotnița
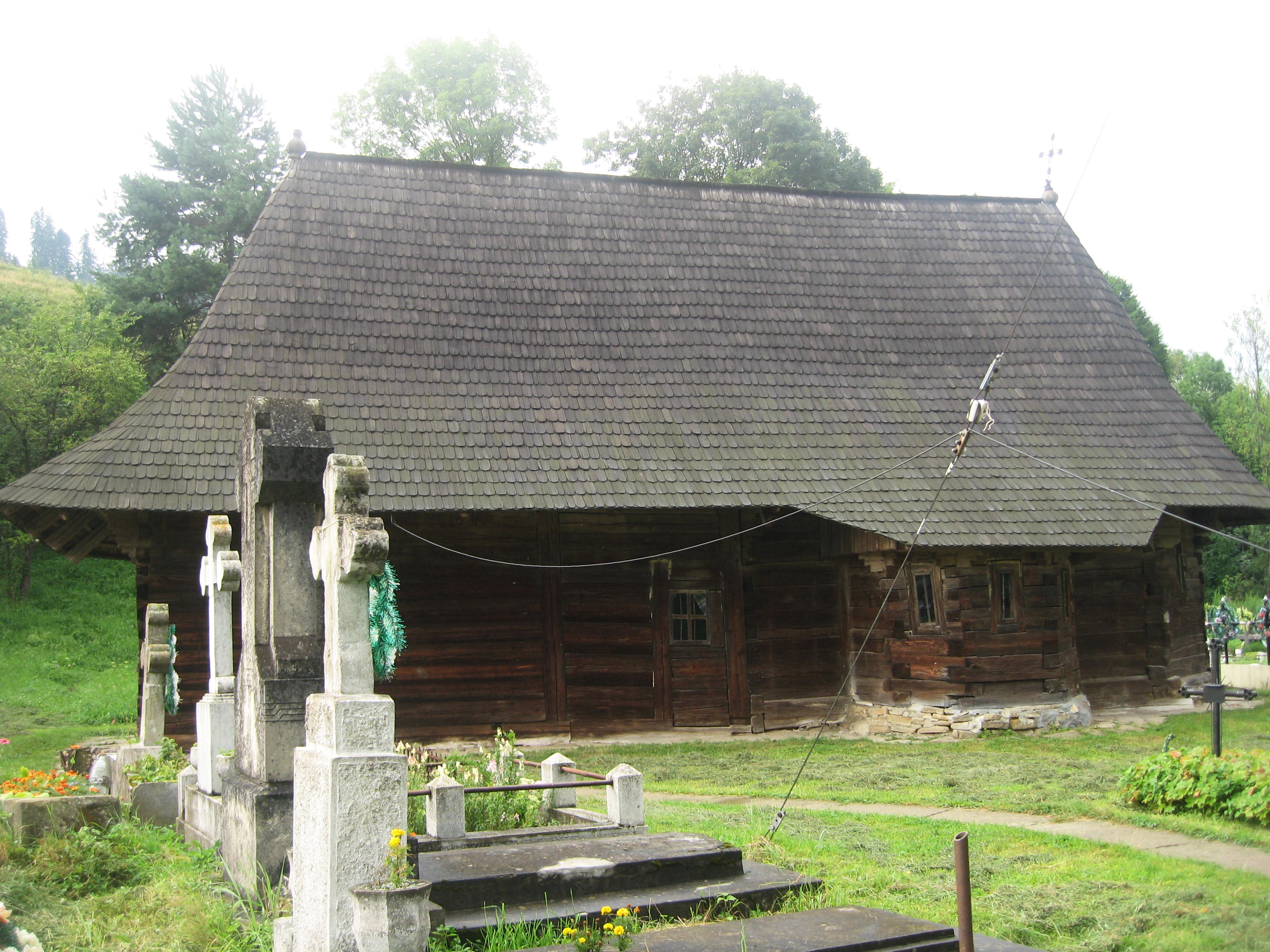
Biserica de lemn pe latura sudică
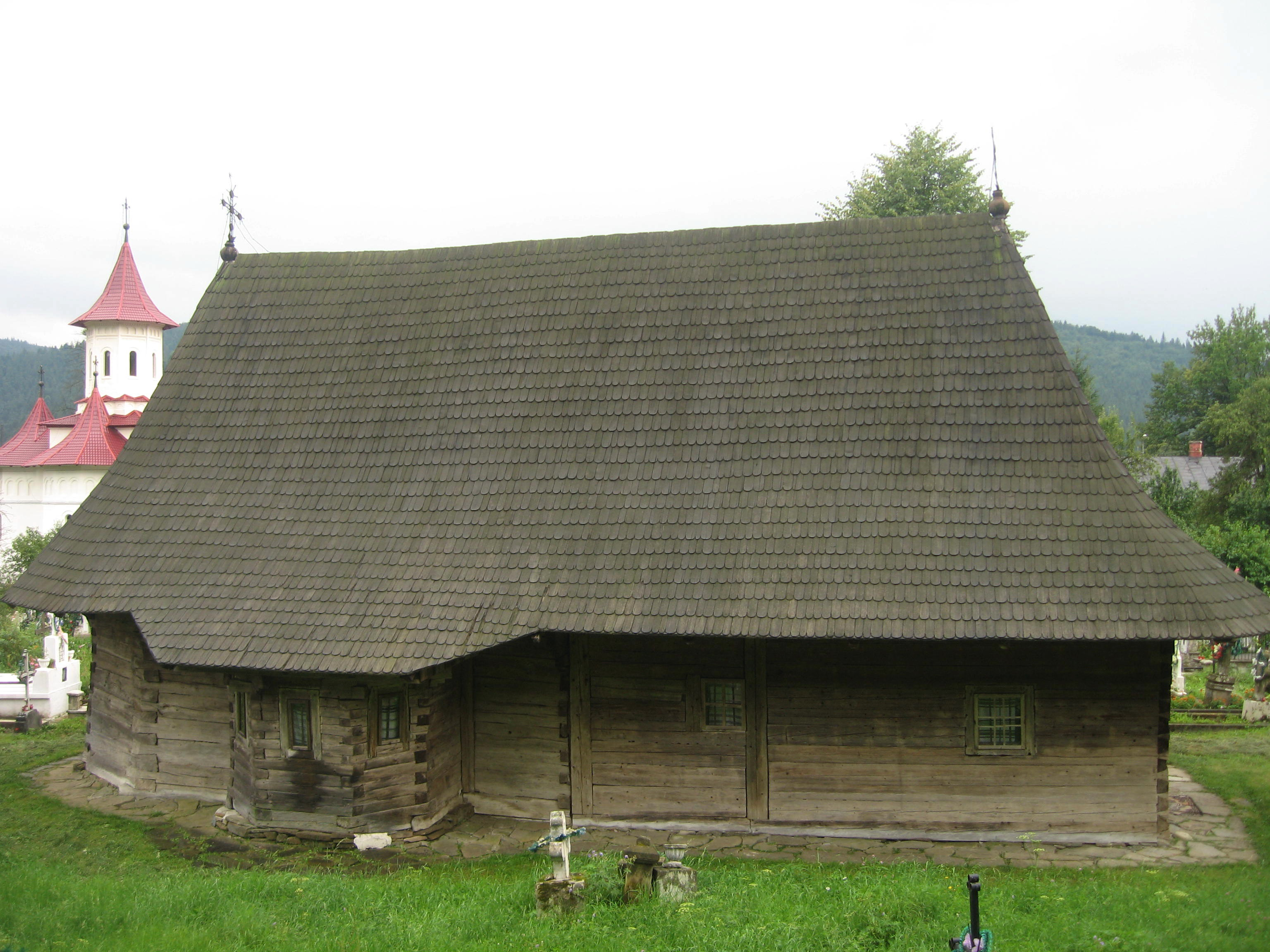
Biserica de lemn pe latura nordică
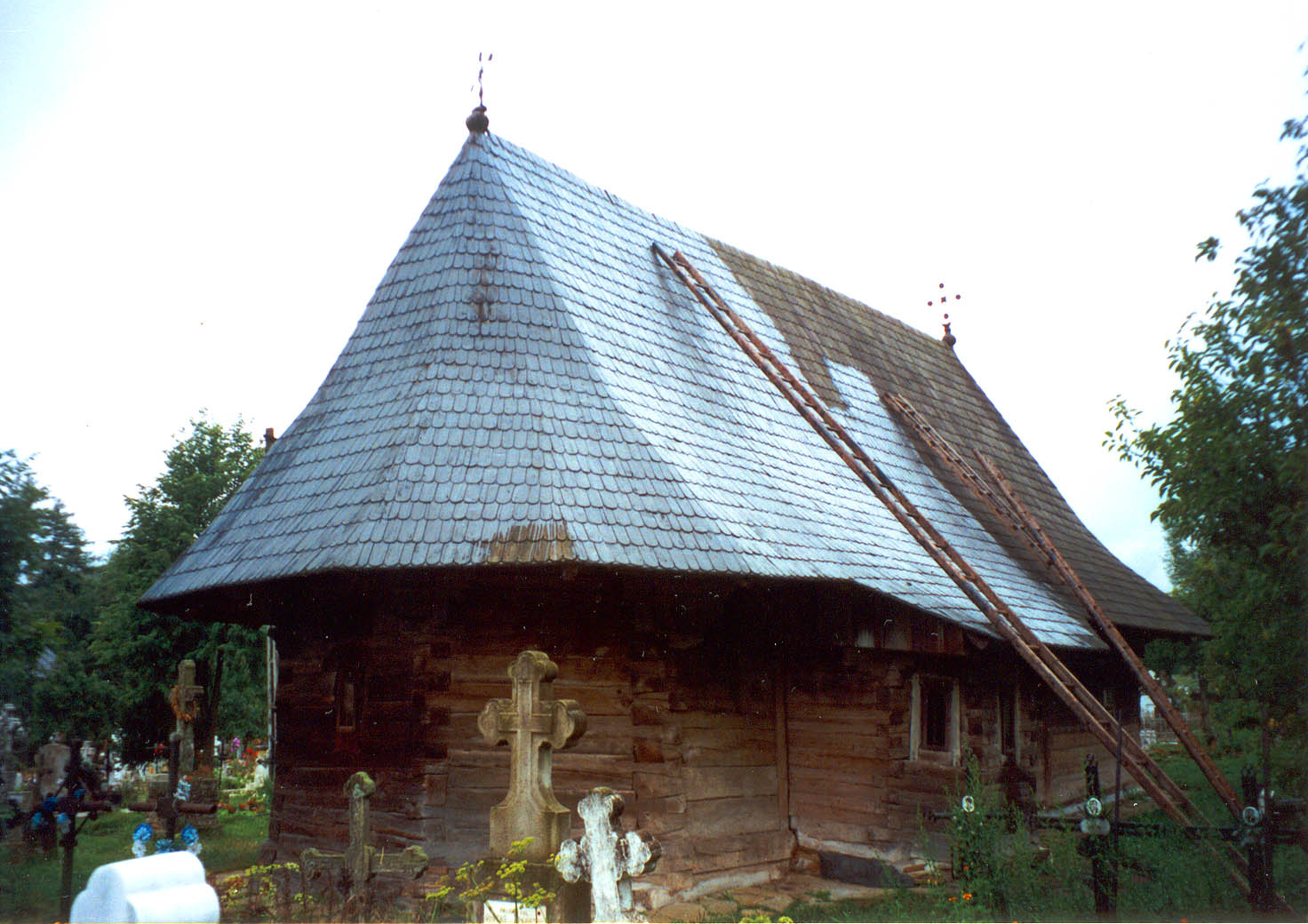
Biserica de lemn pe latura nord-estică
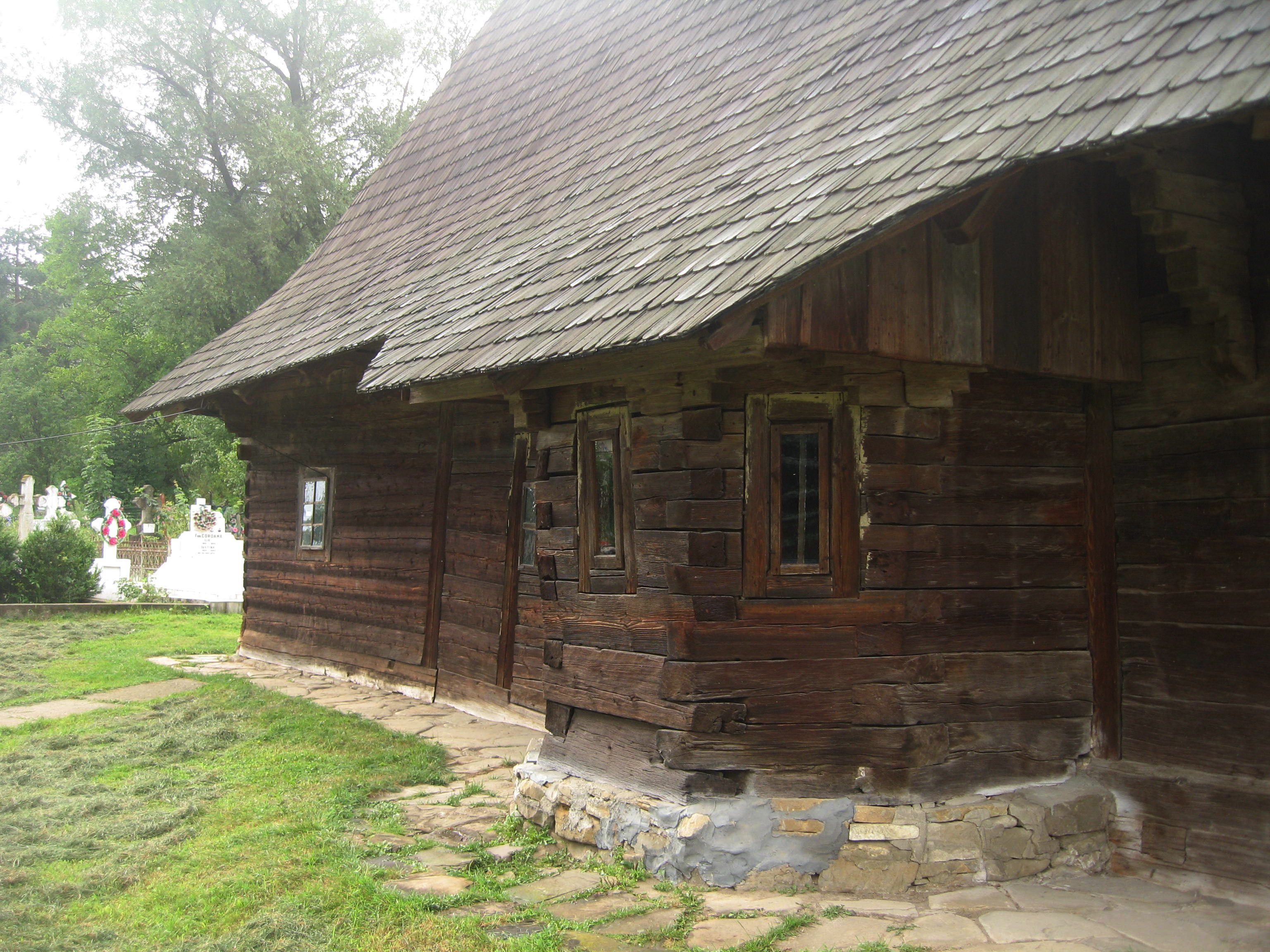
Absida laterală sudică
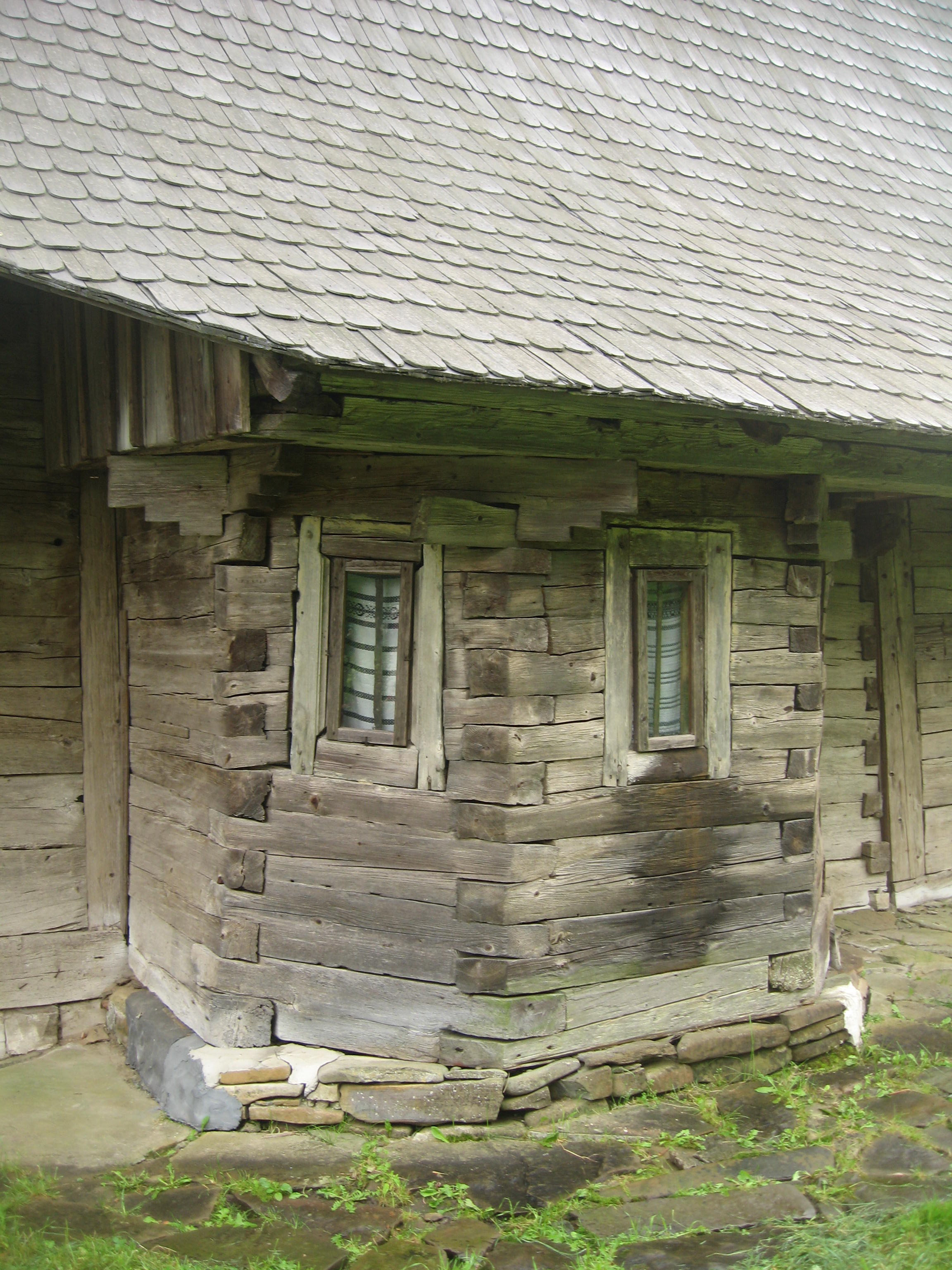
Absida laterală nordică
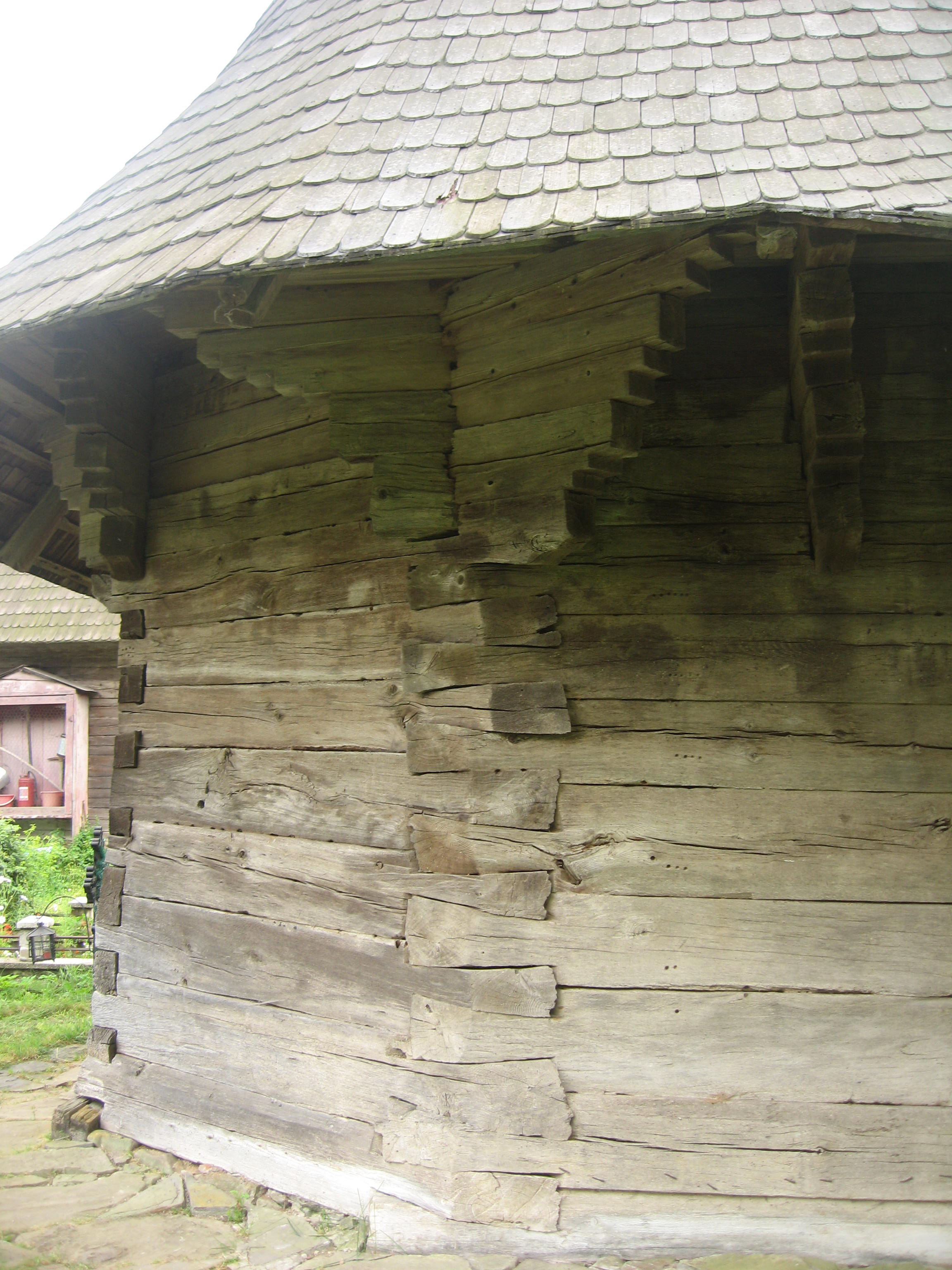
Îmbinări ale bârnelor la absida altarului
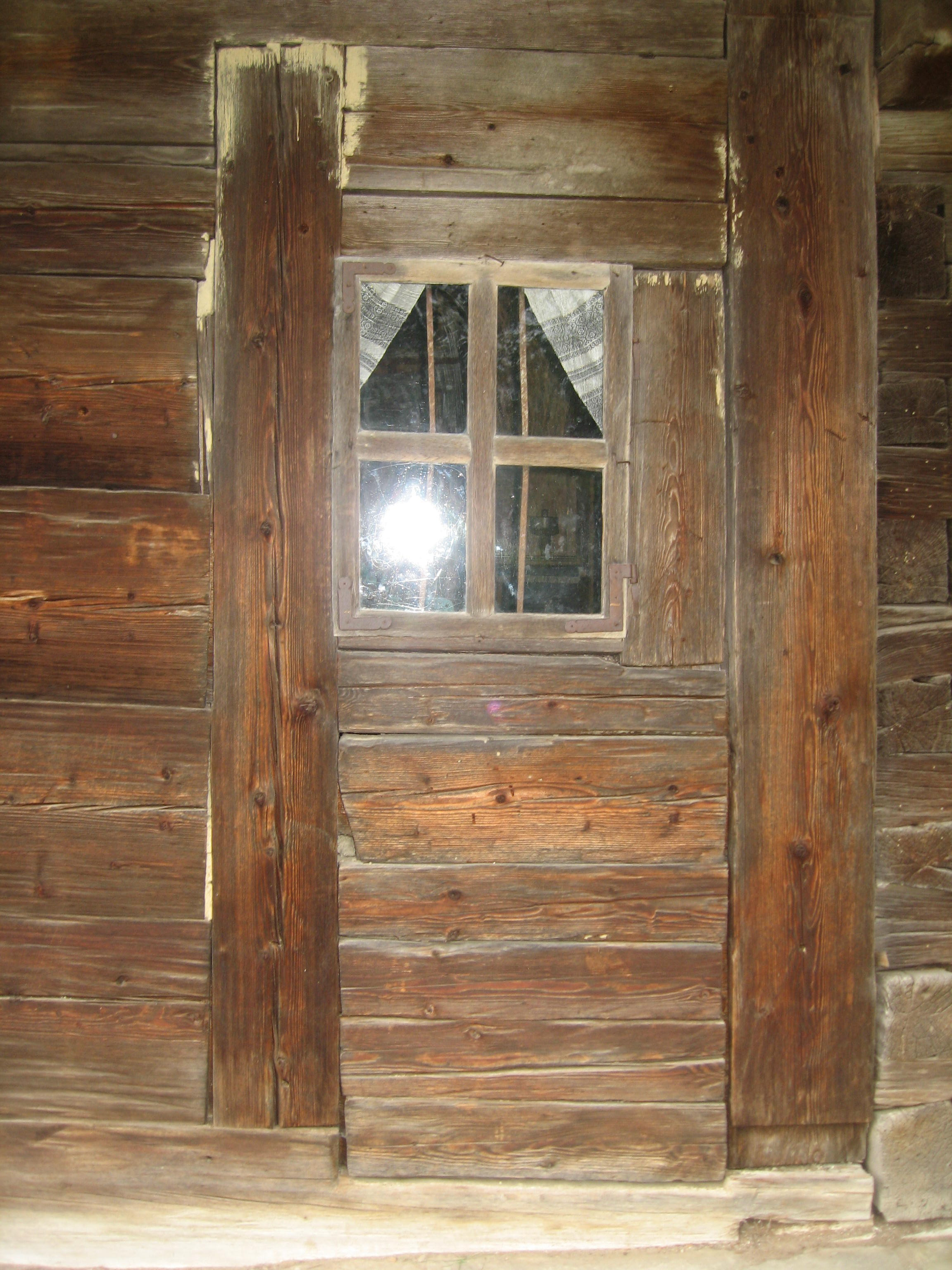
Fereastră în peretele sudic al pronaosului
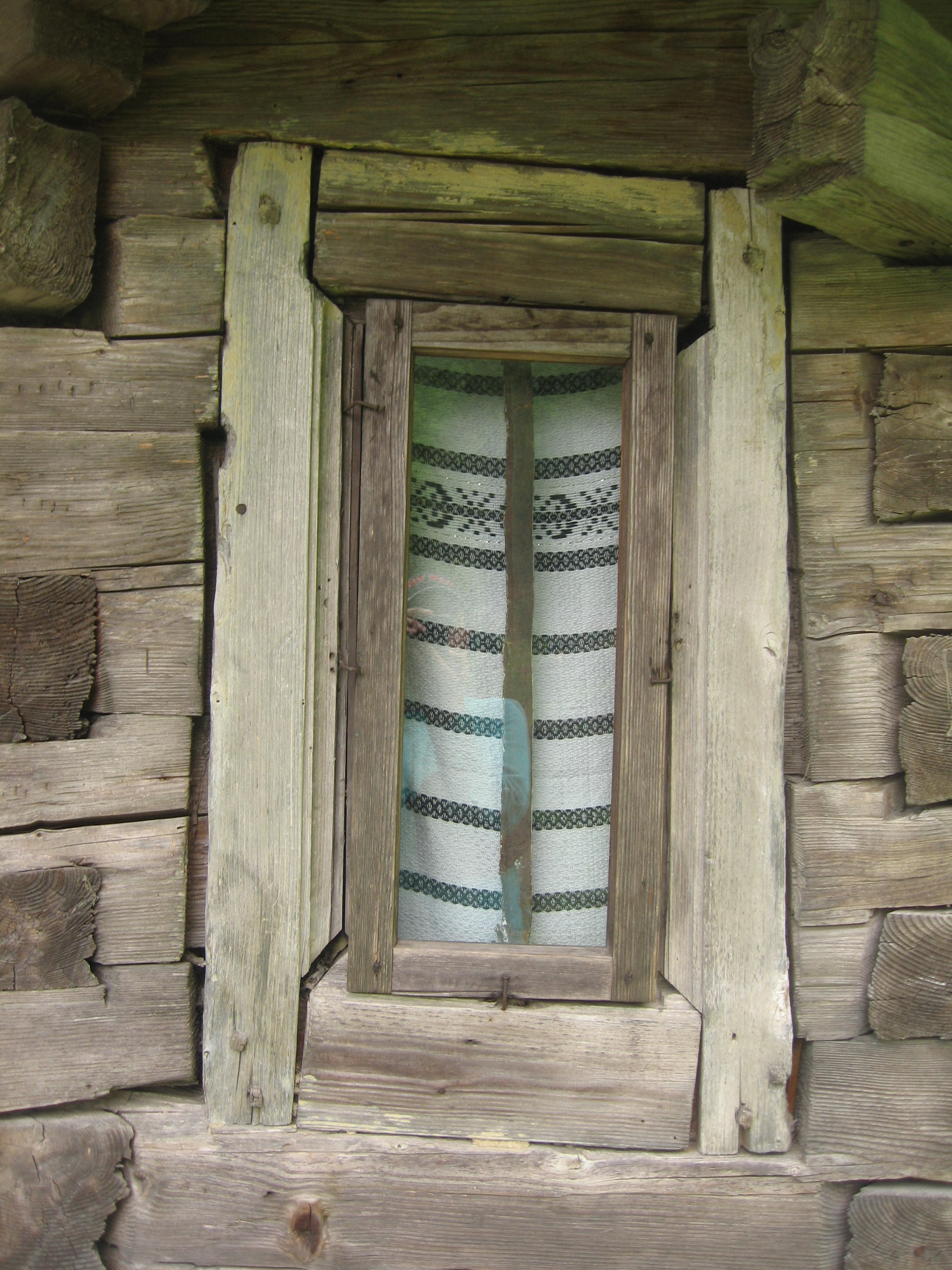
Fereastră din absida laterală nordică
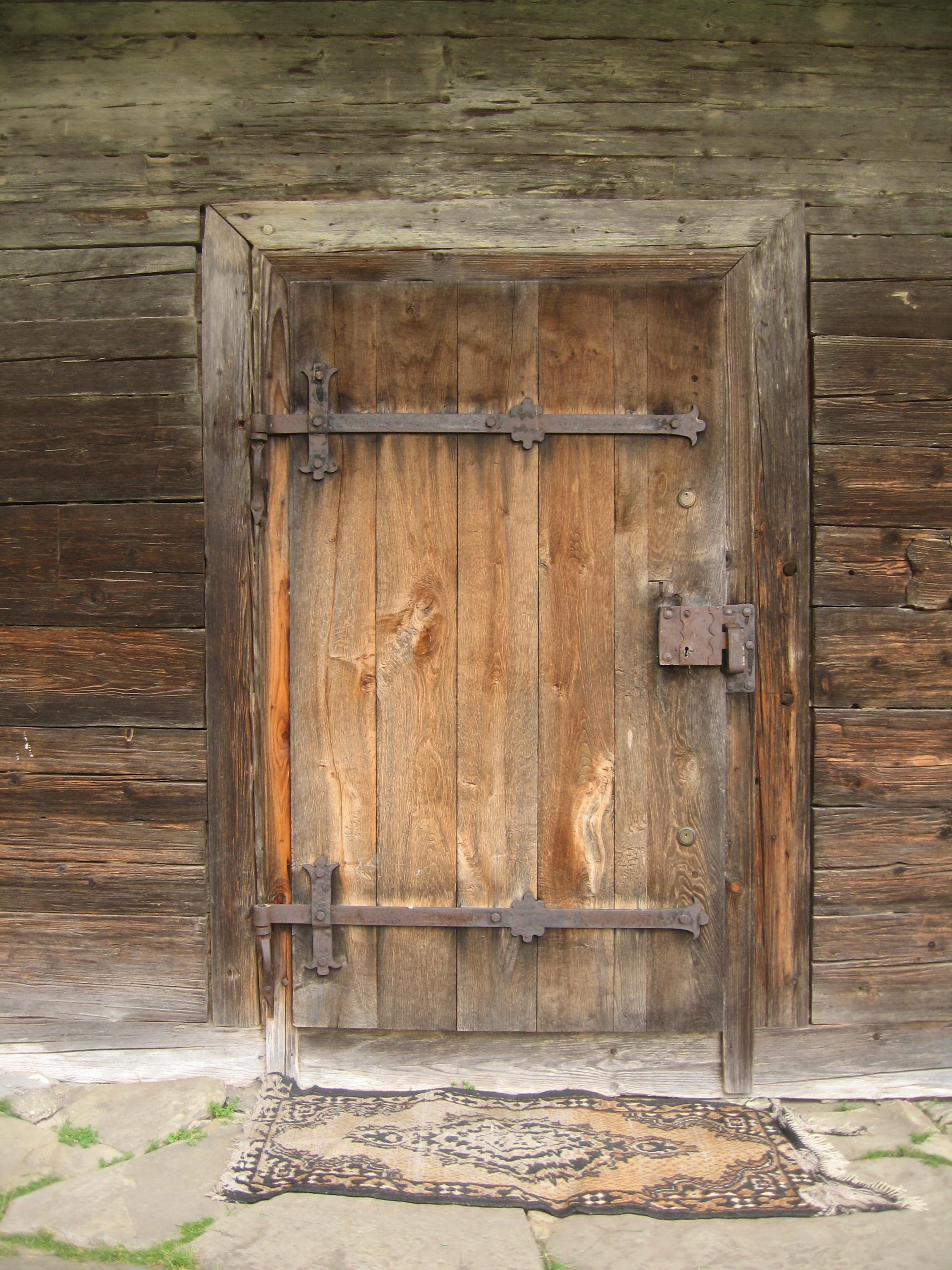
Ușa de intrare în biserică de pe latura vestică
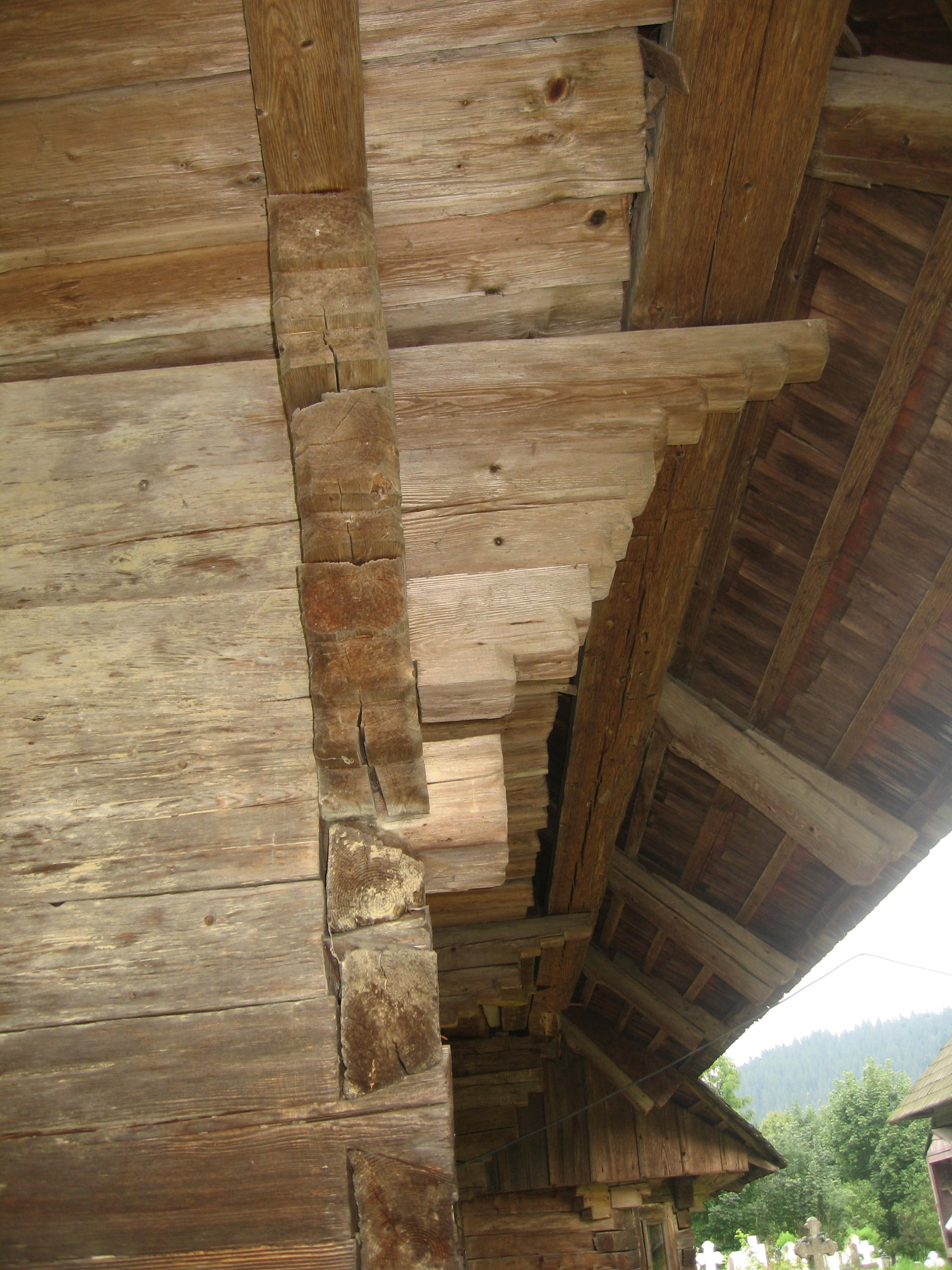
Streașină și console
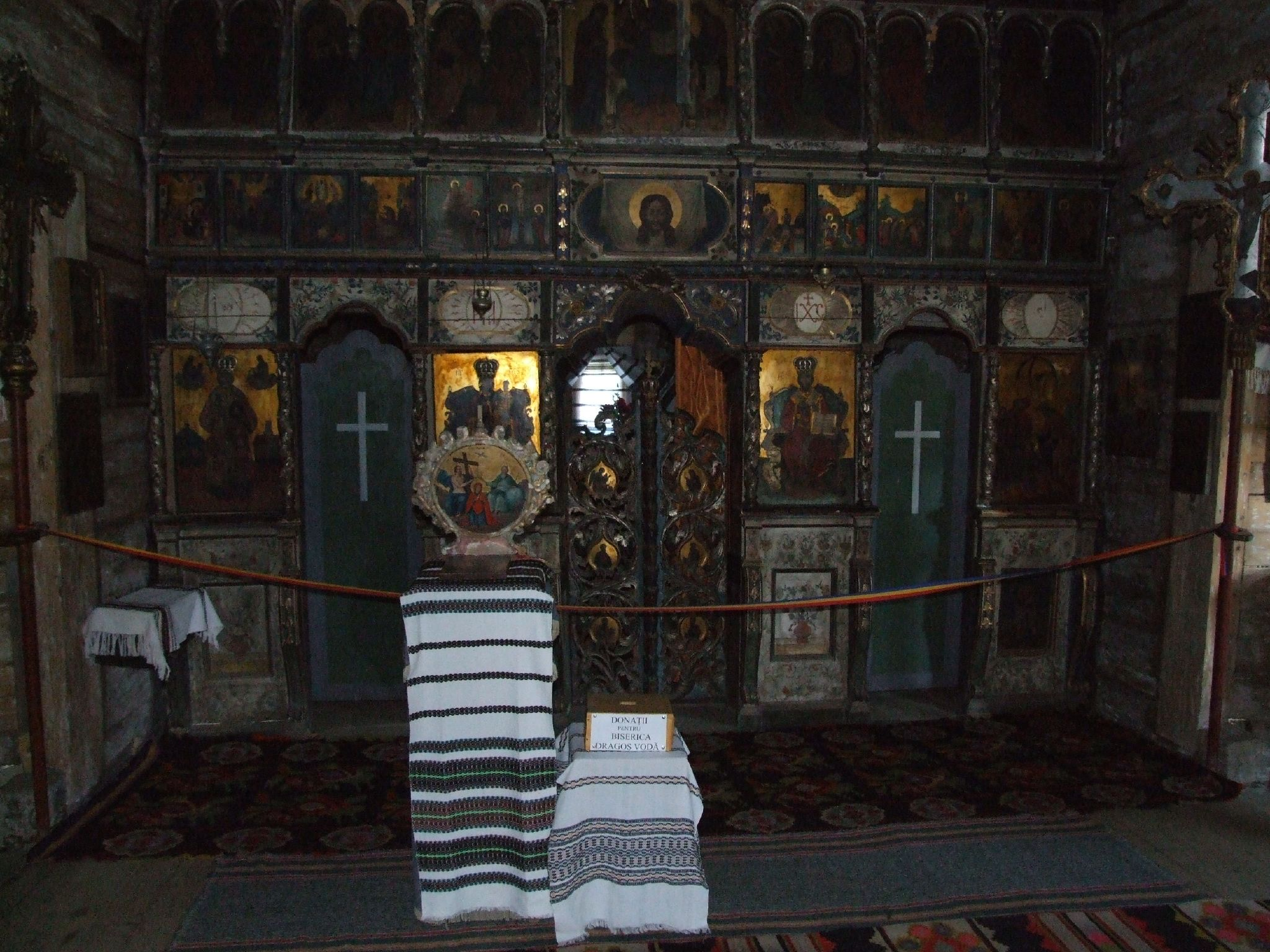
Iconostasul de la 1760
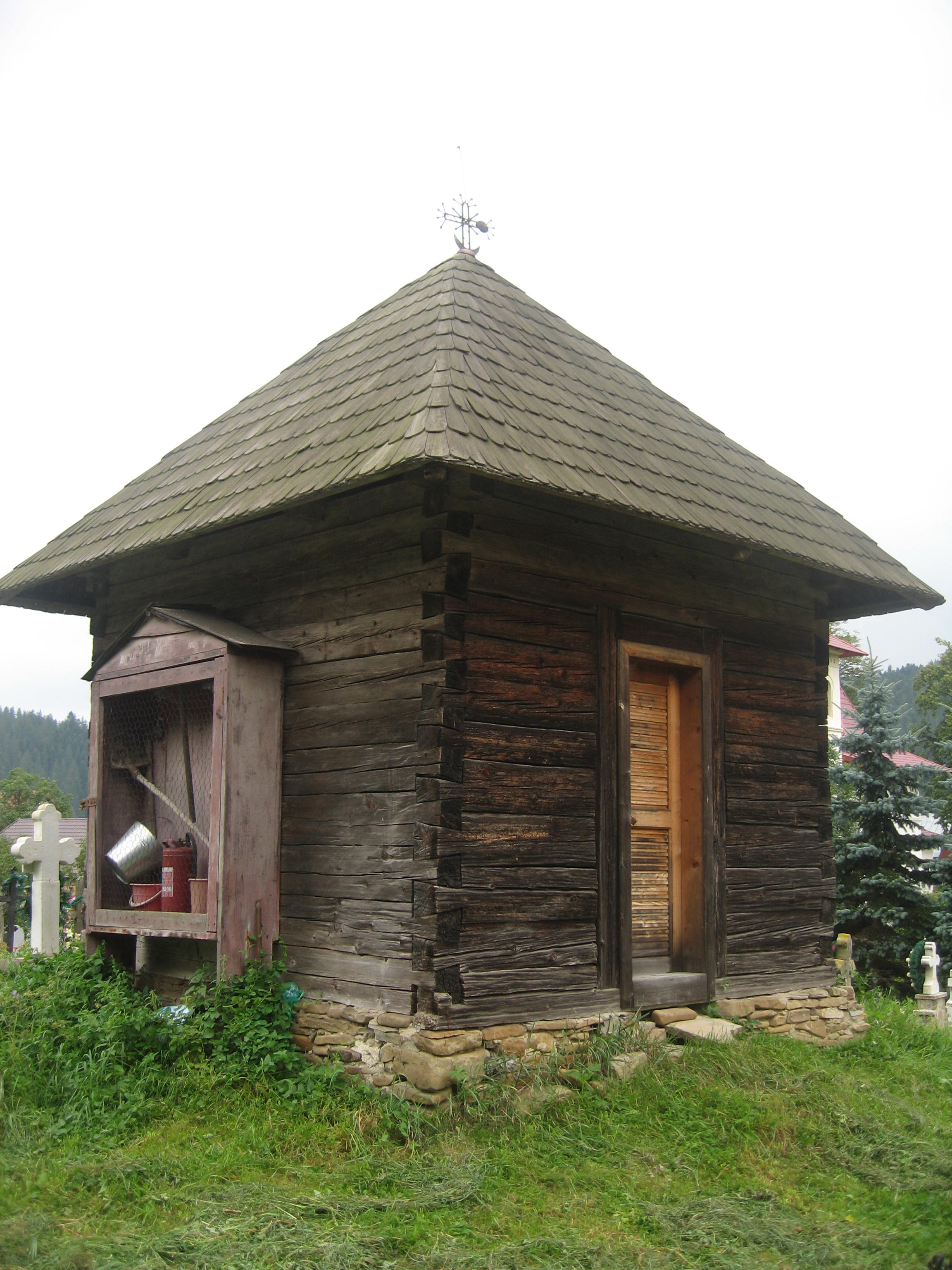
Clopotnița
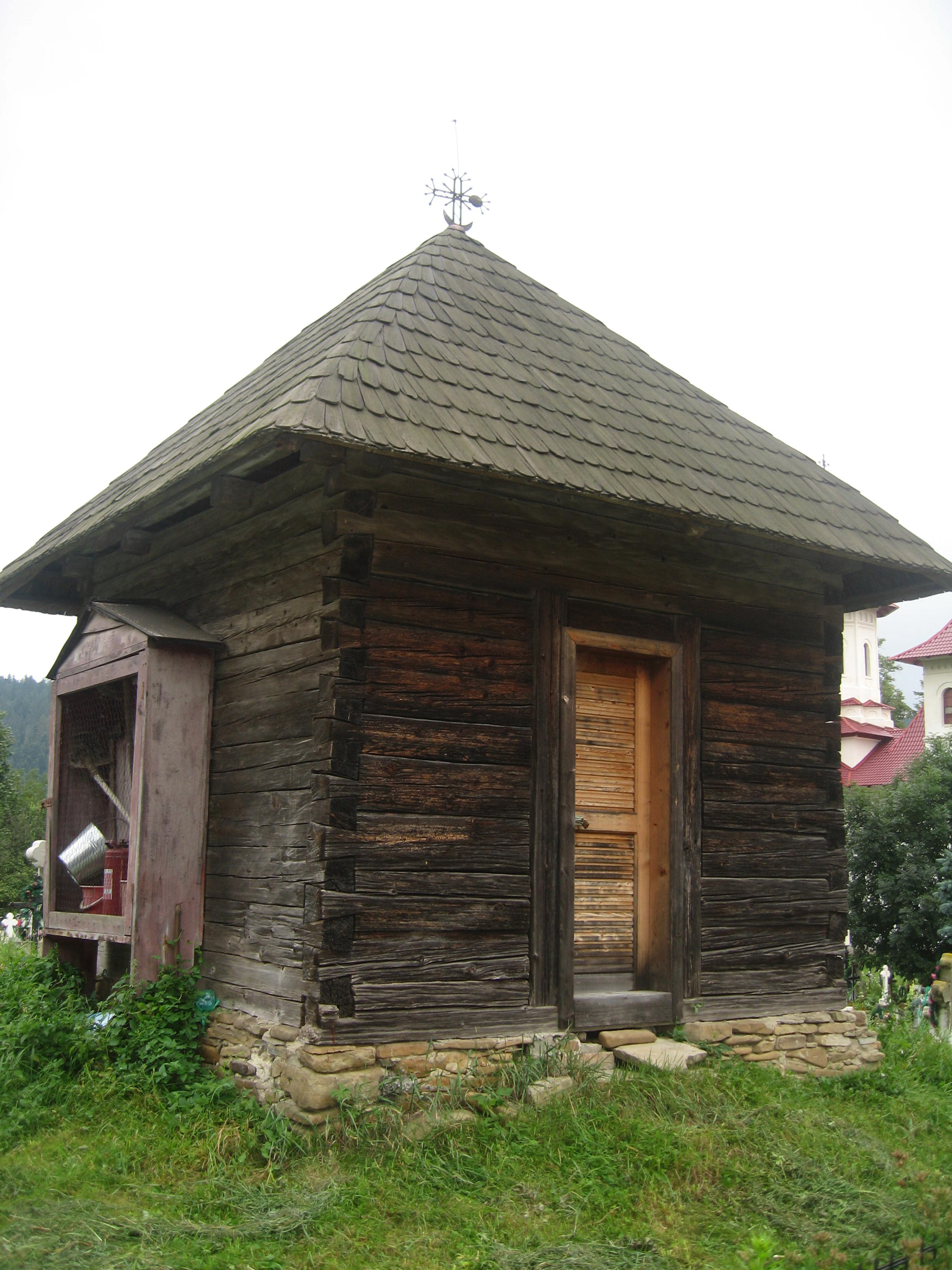
Clopotnița
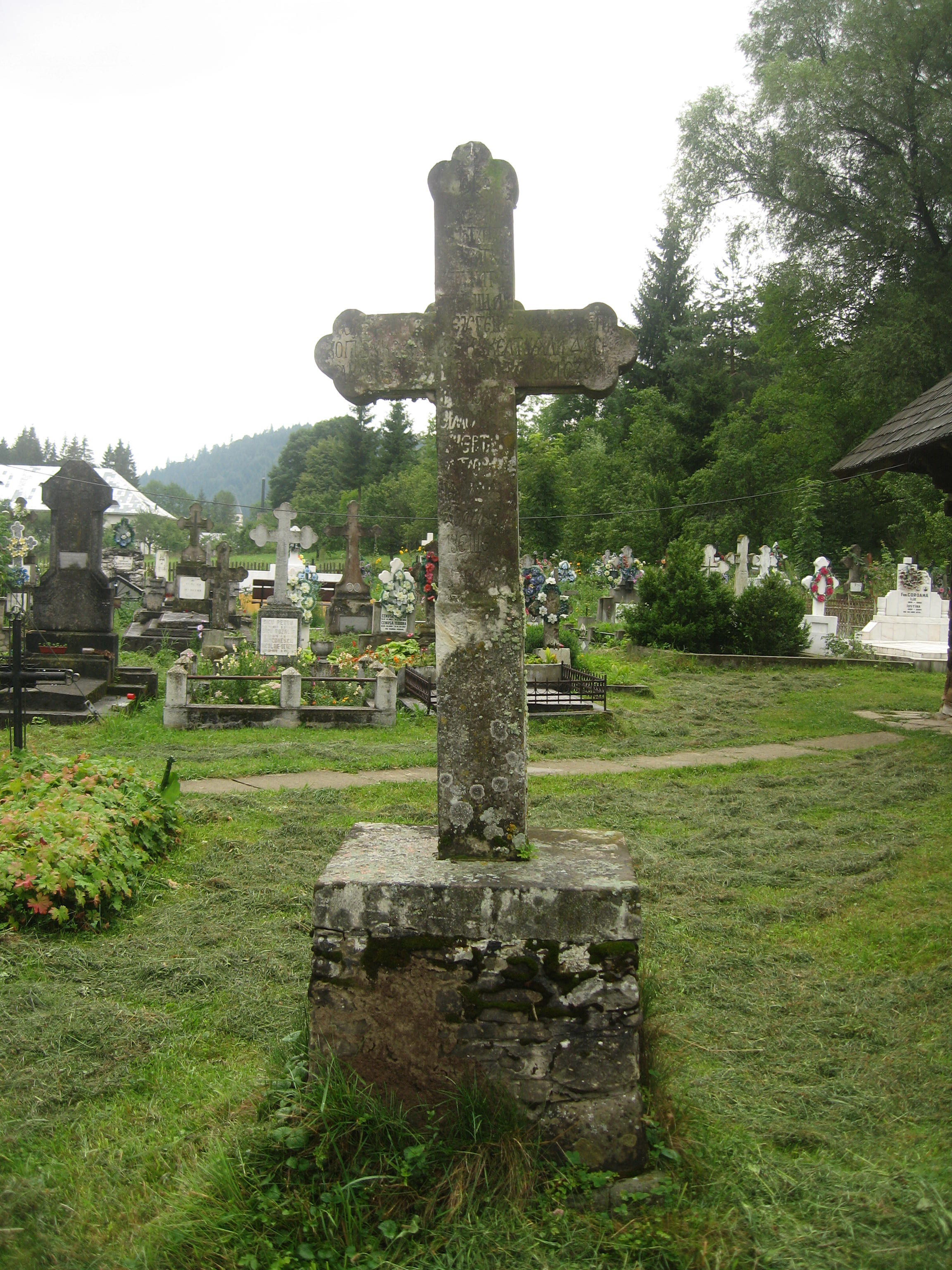
Cruce din piatră din 1842 având o inscripție cu caractere chirilice
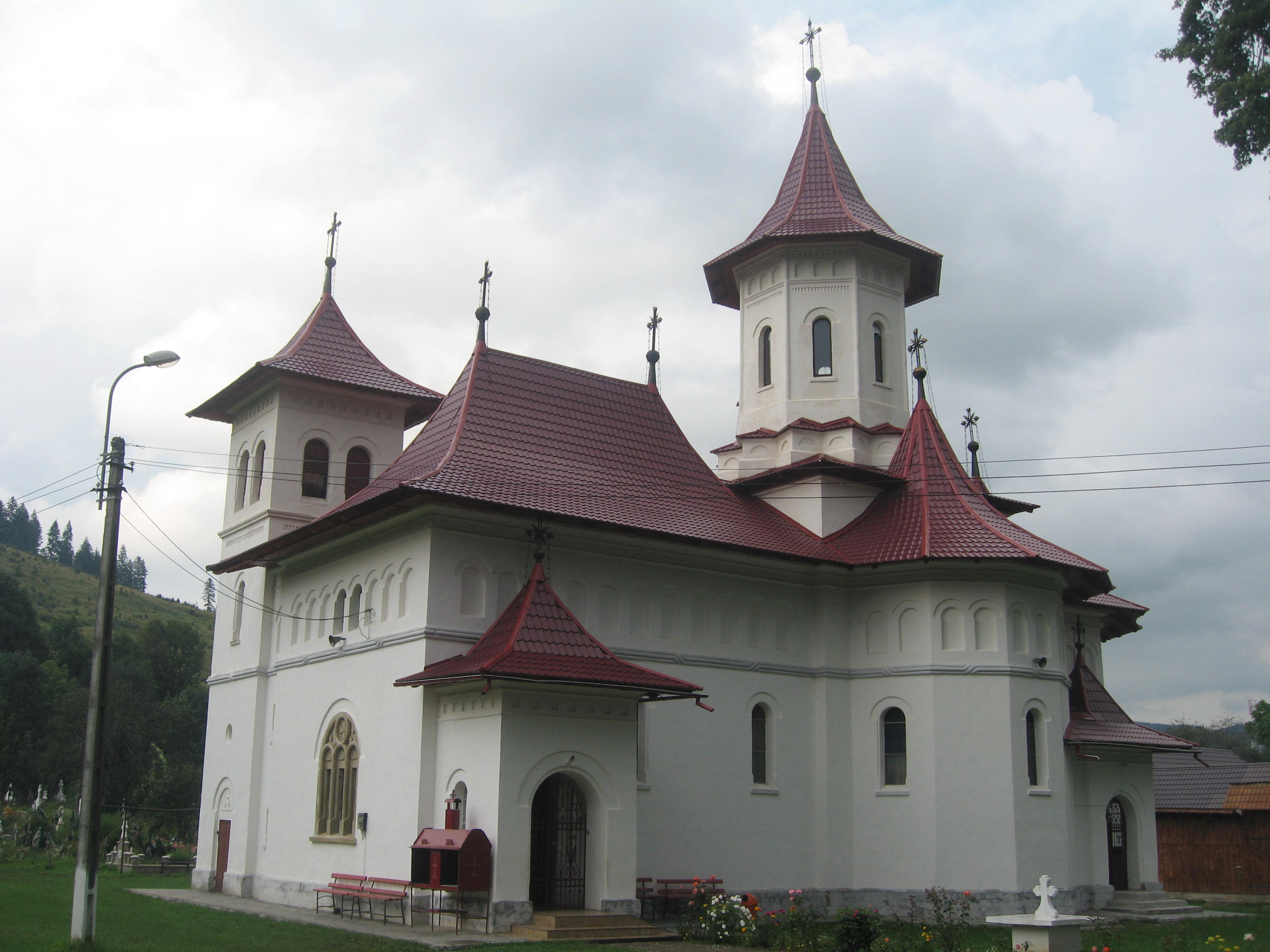
Biserica Nașterea Maicii Domnului din Putna
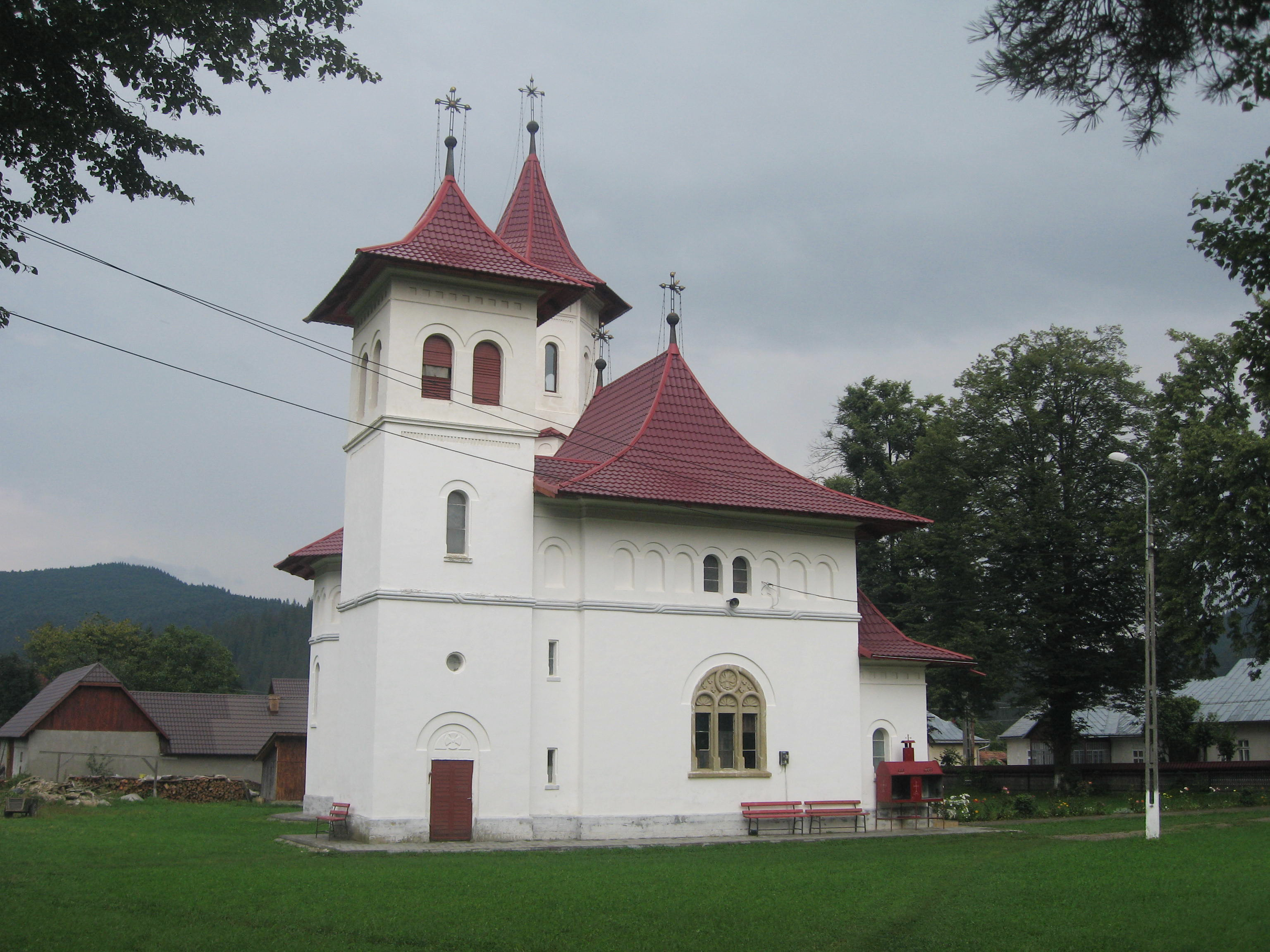
Biserica Nașterea Maicii Domnului din Putna